# Возополь

Река Возополь около д. Струбищи и д. Прислониха

Возополь, Возоболь — река в России, протекает по Вичугскому, Родниковскому и Лухскому районам Ивановской области. Устье реки находится в 205 км от устья Луха по правому берегу. Длина реки составляет 36 км, площадь водосборного бассейна — 279 км².
По одним данным река начинается у деревни Гари в 8 км к востоку от города Родники. Вероятно, сведения ошибочны. В этом месте река показана только на картах с 1980-х годов. Около д. Гари за реку приняты искусственные водоотводящие каналы, которые соединены с рекой Чёрная. По другим данным, на более старых картах 1940-х годов, и более крупных картах река начинается в лесном болоте южнее города Вичуга.
Генеральное направление течения юго-восток, затем восток. Русло сильно извилистое. Крупнейшие притоки — Потанина и Сеймна (левые). На реке стоит большое количество деревень и сёл: Струбищи, Прислониха, Панино, Андреевское, Филисово, Романово, Орехово, Макарово, Деменино, Алешково, Павлицево, Клешнино, Хмельничново, Буяново, Пестово. Река впадает в Лух около села Тимирязево Лухского района.

## Притоки
(указано расстояние от устья)
- 32 км: река Чёрная (правый, впадает около урочища Панино — бывший населённый пункт)
- 15 км: река Сеймна (лв)
- 15 км: Левинка (в водном реестре «река без названия, у с. Комлишки») (пр)
- 18 км: река Потанина (лв)
- река Галочка (пр)

## Данные водного реестра
По данным государственного водного реестра России относится к Окскому бассейновому округу, водохозяйственный участок реки — Клязьма от города Ковров и до устья, без реки Уводь, речной подбассейн реки — бассейны притоков Оки от Мокши до впадения в Волгу. Речной бассейн реки — Ока.
Код объекта в государственном водном реестре — 09010301112110000033624.